# Cédric Lachat
Cédric Lachat (Porrentruy, 17 agosto 1984) è un arrampicatore svizzero.
Pratica le competizioni di difficoltà, boulder e velocità, l'arrampicata in falesia, il bouldering e le vie lunghe.

## Biografia
Ha iniziato ad arrampicare nel 1994 a dieci anni frequentando il gruppo di arrampicata di Porrentruy insieme al fratello che aveva cominciato l'anno prima. Trovandosi a proprio agio nelle sue prime salite ha iniziato ad allenarsi e dopo un anno a praticare le competizioni giovanili. Raggiunti i sedici anni ha partecipato alla Coppa del mondo lead di arrampicata. Prende parte anche alle competizioni di bouldering, specialità nella quale è andato sempre migliorando tanto da vincere il Campionato europeo di arrampicata 2010. La sua compagna di arrampicata e di vita è stata l'arrampicatrice svizzera Nina Caprez fino al 2015.

## Palmarès

### Coppa del mondo
|         | 2001 | 2002 | 2003 | 2004 | 2005 | 2006 | 2007 | 2008 | 2009 | 2010 | 2011 | 2012 | 2013 |
| ------- | ---- | ---- | ---- | ---- | ---- | ---- | ---- | ---- | ---- | ---- | ---- | ---- | ---- |
| Lead    | 23   | 7    | 9    | 12   | 3    | 8    | 6    | 8    | 31   | 27   | 29   | 18   |      |
| Boulder |      |      | 30   | 64   |      | 36   | 35   | 37   | 17   | 13   | 16   | 62   | 12   |

### Campionato del mondo
|         | 2001 | 2003 | 2005 | 2007 | 2009 | 2011 | 2012 |
| ------- | ---- | ---- | ---- | ---- | ---- | ---- | ---- |
| Lead    | 19   | 9    | 4    | 3    | 7    | 11   | 13   |
| Boulder |      |      | 8    | 3    | 9    | 5    | 12   |
| Speed   | 18   |      |      | 53   | 41   |      | 45   |

## Statistiche

### Podi in Coppa del mondo lead
| Stagione | 1º | 2º | 3º | Podi totali |
| -------- | -- | -- | -- | ----------- |
| 2002     |    |    | 1  | 1           |
| 2003     |    |    | 1  | 1           |
| 2004     |    | 1  | 1  | 2           |
| 2005     | 1  |    | 4  | 5           |
| 2006     |    | 1  | 1  | 2           |
| 2007     | 1  |    | 1  | 2           |
| 2012     |    | 1  |    | 1           |
| 2013     |    |    | 1  | 1           |
| Totale   | 2  | 3  | 10 | 15          |

## Falesia

### Lavorato
- 9b/5.15b:
  - Fantasia - Vercors (FRA) - prima salita - 2023[2]

- 9a+/5.15a:
  - Chaxi - Oliana (ESP) - gennaio 2013 - Terza salita della via chiodata da Chris Sharma e liberata prima da Adam Ondra e poi da Sharma nel 2011.[3]
  - Papichulo - Oliana (ESP) - 3 aprile 2011 - Quinta salita della via di Chris Sharma del 2008[4]
  - Super-Crackinette  - Saint-Léger-du-Ventoux (FRA) - 2020[5]

- 9a/5.14d:
  - Le Dard - Saint-Ange (FRA) - 21 luglio 2012 - Prima salita della via attrezzata da Mike Fuselier[6]
  - Speed intégrale - Voralpsee (SUI) - novembre 2011 - Prima salita[7]
  - Le Cadre Nouvelle Version - Céüse (FRA) - 2011 - Terza salita della via di Adam Ondra del 2010[8]
  - A Muerte - Siurana (ESP) - 31 dicembre 2009[9]

### A vista
- 8c/5.14b:
  - Aitzol - Margalef (ESP) - 25 febbraio 2012[10]

## Vie lunghe
- Golden Gate - El Capitan (USA) - ottobre 2011 - Salita in libera in sei giorni (39 dei 41 tiri a vista) della via di Thomas e Alexander Huber del 2000, 1000 m/7c+[11]
- Silbergeier - Rätikon (SUI) - 27 giugno 2011 – 200 m/8b[12]
- Delicatessen - Bavella/Corsica (FRA) - 19 maggio 2011 - Seconda salita, 150 m/8b[13]
- Hotel Supramonte - Gola di Gorroppu (ITA) - aprile 2010
- Freerider - El Capitan (USA) - 2009 - Salita con Chloé Graftiaux[14]